# 三低男
三低男指的是現今日本女性流行的擇偶條件，也就是低姿態、低風險、低束縛的男性。此一詞相對於過去日本泡沫經濟時期（1980年代）所崇尚的三高男，即高學歷、高收入、高個子的對象。

## 三低擇偶條件
- 低姿態（日语：低姿勢）：指的是「女性優先」（レディーファースト，Lady first）也就是不能「大男人主義」，必須能真誠有禮的對待女性，尊重女方。例如“電車男”般純情又體貼的男性。
- 低風險（日语：低リスク）：指的從事職業的風險低，也就是有份正當又安定的工作，而且不會任意辭職者。比如：教師、公務員、上班族等薪水不高卻經濟獨立的職業。
- 低束縛（日语：低依存）：指的是不約束女方，而且家事與個人庶務都不依賴妻子，並能互相尊重雙方的生活。也就是在生活上能各自獨立，家事與育兒能共同負擔，雙方均可以安心從事自己的事業[1][2]。

然而實際上能同時符合這三項條件的男性並不多：不少女性在低姿態上的要求很高，除了愛情騙子、花花公子及男同性戀，鮮有男性會符合她們的標準；派遣化、低薪化、高工時及高失業風險的現代社會，許多男性也不可能符合低風險低束縛的條件。

## 起源
傳統日本一直是男尊女卑社會，男性以「唯我獨尊」作為女性結婚理想對象，與傳統中國「男主外，女主內」觀念類似。男性肩挑一家經濟重擔，而女性則在家相夫教子。至女性可以自主婚姻對象時，自是挑選有社會地位，能為家庭帶來富裕經濟男性為夫。尤其日本泡沫經濟時期，流行「三高」擇偶條件，就是「高學歷、高收入、高個子」，因為有如此條件者多為社會地位高、經濟好，能確保家庭完善。
自日本1990年代泡沫經濟破裂後，經濟景氣低迷，雇主取消終身雇用制，薪水也不隨著年資增加，福利縮減。因此，低收入男性增加，且貧富差距拉大，現今30至35歲日本男性有4成單身，而且低收入不斷增加。推估，20多歲男性可能到50歲仍有四分之一未能結婚。
另一方面，日本女性愈來愈獨立，走入社會，而且能找到工作養活自己。因此組成雙薪家庭實況是男性下班後依照傳統無所事事，但女性下班後卻相夫教子作家事，甚至在職場上庶務工作，男性視若無睹，全由女性打理。這樣，不公平讓新時代女性婚姻觀漸漸改變。使得理解女性需求與想法、並充分尊重女性者受到歡迎。
整個社會經濟發展，讓適婚單身男女增加，晚婚甚至不婚比例上揚，婚姻仲介業為了獲得顧客，依社會實況提出「三低」條件媒合。男女雙方在經濟能力皆獨立情形下，開始追求真愛，尋求互敬互重，並將愛情與責任共享共攤伴侶。因此讓符合時代之觀念開始流行，並間接推廣至亞洲鄰國。

## 選擇理由
女性尋找三低男作為伴侶的原因，是因為三低男有如下特質：
- 懂得尊重女性：晚婚的女性並非不想戀愛結婚，而是害怕婚後被家庭束縛，需要伴侶能尊重自己，並了解自己的需求與想法。由於許多人中年失業，女性因而認為有穩定的收入較為實在。此外，他們也需要生活隱私和活動空間，希望婚後仍能發揮所長。
- 懂得提升涵養：現代女性最在意的是男性的性格和品味，三高的條件不能保證伴侶會是個會尊重、珍惜、體貼自己，而且是積極上進，有生活品味和好脾氣的人。
- 懂得照顧自己：好的男性不衹要把最好留給愛人，更要照顧好自己的身體，不讓人擔心，更不要當一個不會變身的超人，不時換工作，或者產生債務連累家人。
- 懂得自我管理：會作好自我的時間與情緒管理，生活井然有序，並可隨時關照伴侶的身心狀況，給予適切的關懷[5]。

## 影響
2002年，日本國立社會保障人口問題研究所作了一份調查發現，一半以上的日本女性要求對象「願意放下身段幫忙做家事及育兒」以及「對自己工作能瞭解並協助」；三分之一以上的日本女性會要求「經濟力」；衹有5.8%的人在意「學歷」。因此，日本「三高男」受歡迎程度已經大不如前。

## 外部連結
- 現在日本女性找對象偏愛「三低男」
- 三低男 女人搶著愛
- 女人：选老公我选三低男人
- 日本女人流行找"三低"男（页面存档备份，存于）
- 日本女性願嫁“三低男”[]